# Johannes Hempel (Theologe, 1891)
Johannes Hempel (* 30. Juli 1891 in Bärenstein; † 9. Dezember 1964 in Göttingen) war ein deutscher Theologe und Hochschullehrer.

## Leben
Hempel wuchs als Pfarrerssohn in Dippoldiswalde auf und besuchte das Kreuzgymnasium Dresden. Er studierte von 1910 bis 1914 an der Theologischen und Philosophischen Fakultät in Leipzig. Zu seinen Lehrern gehörten Rudolf Kittel und Nathan Söderblom. Hempel promovierte 1914 zum Doktor der Philosophie.
Als Kriegsteilnehmer im Ersten Weltkrieg geriet er in französische Gefangenschaft. Im Jahre 1920 übernahm er eine Assistentenstelle in Halle (Saale) und promovierte zum Lizentiat der Theologie. Hempel habilitierte sich im Oktober des gleichen Jahres für die alttestamentliche Wissenschaft in Halle.
1924 wurde er zum außerordentlichen Professor ernannt. Von 1925 bis 1928 hatte er den Lehrstuhl für Altes Testament an der Universität Greifswald inne und nahm dann die Nachfolge von Alfred Bertholet in Göttingen an. Bereits 1927 wurde er von der Society for Old Testament Study und 1933 von der Society for Biblical Literature zum Ehrenmitglied ernannt.
Im November 1933 unterzeichnete Hempel das Bekenntnis der deutschen Professoren zu Adolf Hitler. Er war Mitglied der NSDAP. Im Jahre 1935 veranstaltete er in Göttingen den ersten internationalen Alttestamentlerkongress in Deutschland. Im gleichen Jahr wurde er ordentliches Mitglied der Akademie der Wissenschaften zu Göttingen. Er übernahm die Herausgeberschaft der Zeitschrift für die alttestamentliche Wissenschaft. Im Jahre 1937 wurde er an die Friedrich-Wilhelms-Universität Berlin berufen und leitete das Institutum Judaicum zur Erforschung des Judentums „vom Boden der nationalsozialistischen Weltanschauung aus“. Im Jahre 1939 erklärte Hempel seine Mitarbeit am Institut zur Erforschung und Beseitigung des jüdischen Einflusses auf das deutsche kirchliche Leben als Leiter der Arbeitsgruppe Altes Testament. Auf der Arbeitstagung im März 1941 referierte er über Die Aufgabe von Theologie und Kirche von der Front her gesehen.
Während des Zweiten Weltkrieges fungierte er als Militärpfarrer. Das Kriegsende erlebte er 1945 in einem Lazarett an der Nordsee.
Im Jahre 1947 wurde Hempel Pfarrverweser in Salzgitter-Lebenstedt, einem Ort im Gebiet der Braunschweigischen Landeskirche. Im Jahre 1955 wurde er Honorarprofessor in Göttingen und betrieb ab 1958 als Emeritus seine wissenschaftliche Arbeit weiter, besonders für die von ihm betreute Zeitschrift.

## Schriften
- Der alttestamentliche Gott. Sein Gericht und sein Heil; Berlin: Furche, 1926
- Gott und Mensch im Alten Testament. Studie zur Geschichte der Frömmigkeit; Stuttgart: W. Kohlhammer, 1926
- Altes Testament und Geschichte; Gütersloh 1930
- Zeitschrift für die alttestamentliche Wissenschaft und die Kunde des nachbiblischen Judentums; Gießen: Alfred Töpelmann, 1930 ff.
- Altes Testament und völkische Frage; Göttingen 1931
- Althebräische Literatur und ihr hellenistisch-jüdisches Nachleben; Wildpark-Potsdam: Akademische Verlagsgesellschaft Athenaion 1930
- Luther und das Alte Testament; Bremen 1935
- Das Ethos des Alten Testaments (Beihefte zur Zeitschrift für die alttestamentliche Wissenschaft, 67); Berlin: Töpelmann, 1938
- Die Aufgabe von Theologie und Kirche von der Front her gesehen; Weimar: Der neue Dom. Verlag für deutsch-christliches Schrifttum o. J. [1942] [= Separatabdruck aus: Germanentum, Christentum und Judentum. Sitzungsbericht über die Eisenacher Arbeitstagung des "Instituts zur Erforschung des Jüdischen Einflusses auf das Deutsche Kirchliche Leben" vom 3. bis 5. März 1941, Leipzig 1942]
- Worte der Profeten in neuer Übertragung und mit Erläuterungen; Berlin: Alfred Töpelmann, 1949
- Glaube, Mythos und Geschichte im Alten Testament. In: Zeitschrift für die alttestamentliche Wissenschaft. Band 65, 1954 (Berlin: Alfred Töpelmann).
- Die Texte von Qumran in der heutigen Forschung. Weitere Mitteilungen über Text und Auslegung der am Nordwestende des Toten Meeres gefundenen hebräischen Handschriften. Vandenhoeck & Ruprecht, Göttingen 1962.

Als Ko-Autor und Herausgeber
- Johannes Hempel, Leonhard Rost (Hrsg.): Von Ugarit nach Qumran. Beiträge zur alttestamentlichen und altorientalischen Forschung. Otto Eißfeldt zum 1. September 1957 dargebracht von Freunden und Schülern. Töpelmann, Berlin 1958.
- Johannes Hempel, Franz Seilnacht: Wir erleben die Geschichte; München: Bayerischer Schulbuchverlag, 1968